# Folly Seeing All This
Pour les articles homonymes, voir Folly.
 (avril 2018).
Si vous disposez d'ouvrages ou d'articles de référence ou si vous connaissez des sites web de qualité traitant du thème abordé ici, merci de compléter l'article en donnant les références utiles à sa vérifiabilité et en les liant à la section « Notes et références ».
Albums de Michael Mantler
The Watt Works Family Album
(1990) Cerco un paese innocente
(1997)
Folly seeing all this est un album du trompettiste et compositeur de jazz et de musique contemporaine autrichien Michael Mantler, publié par ECM en 1993.
Outre Michael Mantler qui signe la musique et joue de la trompette, le Quatuor Balanescu, Rick Fenn (guitare), Wolfgang Puschnig (flûte), Karen Mantler (piano et chant), Dave Adams (vibraphone) et Jack Bruce (chant) participent à cet enregistrement.
Les compositions de Mantler sont construites autour du texte de Samuel Beckett What is the word, tiré de l'ouvrage As The Story Was Told.

## Liste des titres
Toute la musique est composée par Michael Mantler.
| 1.    | Folly Seeing All This | 28:44 |
| 2.    | News                  | 11:32 |
| 3.    | What is the word      | 4:38  |
| 44:53 |                       |       |

## Crédits
| - Michael Mantler : trompette - Jack Bruce : chant - Wolfgang Puschnig : flûte alto - Rick Fenn : guitare - Karen Mantler : piano, chant - Dave Adams : vibraphone, carillon tubulaire - Quatuor Balanescu : - Alexander Balanescu, Clare Connors : violons - Bill Hawkes : alto - Jane Fenton : violoncelle | - Production : Michael Mantler - Producteur délégué : Manfred Eicher - Mixage : Ben T. Reese - Ingénierie, enregistrement : Gary Thomas - Design : Dieter Rehm - Photographie : Nick White |